# Gianmarco Zigoni
Gianmarco Zigoni (ur. 10 maja 1991 w Weronie) – włoski piłkarz występujący na pozycji napastnika. Od 2011 roku gra w Avellino, dokąd jest wypożyczony z Milanu. Jego ojciec – Gianfranco również był zawodowym piłkarzem.

## Kariera klubowa
Gianmarco Zigoni jest wychowankiem klubu Treviso FC, dla którego w rozgrywkach juniorów strzelił ponad 100 goli. W sezonie 2008/2009 został włączony do dorosłej kadry swojego zespołu występującego w rozgrywkach Serie B. Włoch zadebiutował w nim 26 stycznia 2009 w przegranym 1:2 meczu z Anconą, w którym strzelił honorowego gola dla Treviso. Zigoni rozpoczął spotkanie w podstawowym składzie i w 50. minucie został zmieniony przez Riccardo Musettiego. W swoim drugim występie przeciwko Brescii zdobył bramkę już w pierwszej minucie, a pojedynek zakończył się wygraną Treviso 3:2. Przez cały sezon Zigoni rozegrał 18 ligowych spotkań – 10 w podstawowym składzie oraz 8 wchodząc z ławki rezerwowych i strzelił w nich 2 gole.
Pod koniec maja 2009 agent Zigoniego – Gabriele Savino powiedział, że chęć pozyskania jego klienta wyraziły AC Milan i Juventus F.C.. 27 czerwca wiceprezydent Milanu – Adriano Galliani poinformował, że klub z Mediolanu osiągnął porozumienie w sprawie transferu Zigoniego, który dołączył do włoskiego zespołu wspólnie z Davide Di Gennaro. Treviso za transfer otrzymało 1,2 miliona euro. Na konferencji prasowej Adriano Galliani powiedział, że młody piłkarz dołączy do Primavery – młodzieżowego zespołu Milanu do lat 20. W Serie A Zigoni zadebiutował 28 marca 2010 w zremisowanym 1:1 meczu z S.S. Lazio, kiedy to w 77. minucie zmienił Filippo Inzaghiego. Był to jego jedyny mecz w drużynie seniorów Milanu.
20 lipca 2010 Zigoni został zawodnikiem Genoi, do której trafił na zasadzie współwłasności w ramach rozliczenia za transfer Sokratisa Papastatopulosa do Milanu. Do Genoi trafiła wówczas również połowa praw do kart Rodneya Strassera i Nnamdiego Oduamadiego, jednak obaj zawodnicy pozostali w Milanie. W 2011 roku został wypożyczony do Avellino.

## Kariera reprezentacyjna
W lutym 2009 Zigoni został powołany przez Francesco Roccę do kadry reprezentacji Włoch do lat 20 na spotkanie Pucharu Czterech Narodów przeciwko Austrii. Pojedynek został rozegrany 11 lutego, Austriacy wygrali 2:1, a Zigoni zdobył honorową bramkę dla Włochów. W marcu tego samego roku Zigoni otrzymał powołanie do zespołu do lat 19, a w kwietniu do reprezentacji do lat 18.